# Ibi
Ibi és una població del País Valencià, la més gran en quant a nombre d'habitants de la Foia de Castalla, a la comarca de l'Alcoià.

## Geografia
La població s'enclava al redós de la muntanya de la Teixereta, entre dos tossals sobre els quals s'ubiquen les ermites de Sant Miquel i de Santa Llúcia, construïda sobre les ruïnes d'un castell àrab, el Castell Vermell.
És cap de partit judicial. Està situat al nord de la província d'Alacant i forma part de les Comarques Centrals. El seu terme municipal fita al nord i a l'est amb el d'Alcoi, amb qui comparteix el Parc Natural del Carrascar de la Font Roja, a l'oest amb els d'Onil i Castalla i al sud amb el de Xixona.
Ibi està situat a l'extrem nord-oest de les valls que configuren la comarca natural de la Foia de Castalla, al nord-oest de la conca del riu Verd o Montnegre, i el seu terme municipal està format per dos arcs muntanyencs formats al nord per la serra de Biscoi (1.164 m) i del Menejador (1.353 m), que forma part del Parc Natural del Carrascar de la Font Roja, i al sud per les serres de la Carrasqueta, del Quarter, i del Carrascar. A nord-est del terme, entre els dos arcs muntanyencs hi ha el pas de la Canal, que arriba als 1000 metres sobre el nivell del mar i que comunica la Foia de Castalla amb la Foia d'Alcoi. A sud-oest del terme s'obri una àmplia planura cap als termes d'Onil, Castalla i Tibi anomenada l'Alfàs.
Els paratges més coneguts són el barranc dels Molins, l'ermita de Sant Pasqual Baylon, el Mas de Torretes, el Mas de Cantó, la Devesa i, per a senderistes, el camí dels Pous de Neu, el camí del Carrascal o el de Xixona.

## Història
El topònim Ibi prové del xicotet poblat que hi havia entre el riu de les Caixes i la rambla de la Gavarnera, actualment sense cabal. Alcover al Diccionari català-valencià-balear el relaciona amb el basc ibi, que significa "gual", lloc de pas en un riu.
En temps de la conquesta fou una de les alqueries que pertanyien a Abu-Zayd i antic rei almohade de València, que va cedir-les a sa filla Alda Ferrández Aba-Omahet, casada amb Blasco Eximénez d'Arenós. Aquest, atenent el desig de Jaume I li canvià el senyoriu per altres possessions reials. En l'any 1286 es realitza la donació per part d'Alfons el Franc, del "lugar y castillo con sus pertenencias", a favor de Pere Montagut. A finals del segle xiii pertany als senyors de Cocentaina i, ja en el segle xiv, sent una alqueria feudatària de Beatriu de Sòria, passà a poder de Bernat Domènech.
Torna de bell nou a la Corona, recaigué en mans de mossèn Francesc Pertussa, el qual ven els seus drets sobre Ibi a la Universitat de Xixona que, el 1537, confirma tals drets mitjançant privilegi donat en Montsó per l'emperador Carles V. Després de la revolta de les Germanies diverses famílies agermanades de Xixona s'instal·len a Ibi fugint de la persecució reial i, a poc a poc, van creant el nucli de població actual, fins que finalment assoleixen la segregació el 1578 en ser-li concedit el títol d'Universitat pel rei Felip II. No obstant això, la seua independència no es consolida fins que, l'any 1629, Felip IV atorgà a Ibi el privilegi de constituir-se en vila reial. Abans d'això, en 1582, va obtenir la segregació eclesiàstica de Castalla.
Durant la guerra de Successió estigué amb el Borbó, la qual cosa li va reportar els títols de Noble, Fiel y Leal i el privilegi d'afegir el gos, com a senyal de fidelitat, al seu escut. En la Guerra del Francès (1812) les forces del general Roche aconseguiren detenir els francesos, si bé, degut als reforços de les tropes enemigues, prompte hagueren de retirar-se cap a Alacant. L'any 1869 fou afusellat Froilà Carvajal i Rueda, cap del moviment cantonal.

## Economia
Fins al segle xix la principal font d'ingressos havia estat l'agricultura, a la qual es va unir la indústria de tipus artesanal com filats i el comerç del gel. D'aquesta última activitat derivaria la indústria gelatera que va tenir un ràpid creixement, per tota la geografia nacional i gran part de l'estranger, a partir de finals del segle xix. Actualment, i havent superat la crisi de la joguina als anys 90, la base de l'economia és la indústria dels processos Industrials principalment relacionats amb els sectors del metall i plàstics. L'Ibi d'avui proveeix solucions de disseny, industrialització i fabricació a distintes indústries del món (automoció, alimentació, embalatges, etc.).

## Orografia
| - Alt de Daroca - Alt de Santa Maria - Alt del Palomaret - Altet de Campos - Altet de Moltó - Altet de Saco - Altet dels Argamells - Cabeç de Barberà - Cabeç de Barret - Cabeç de Bornai - Cabeç de Castelló - Cabeç de Corbó - Cabeç de Domingo - Cabeç de Guillem - Cabeç de l'Ermita - Cabeç de la Camarera - Cabeç de la Creu - Cabeç de la Donzella - Cabeç de la Gavarnera - Cabeç de Miralles - Cabeç de Sant Miquel - Cabeç de Santa Llúcia - Cabeç del Canyo - Cabeç del Mal Any - Cabeç del Pla de Sempere - Cabeç del Quartel - Cabeç Ras | - Cabeç Redó - Cabeç Roig - Cabecet de la Fabriqueta - Cabecet de les Gerres - Cabecet de València - Cabecet del Reconco - Cabecet del Roglà - Cabecet Roig - Cabeçot de Catifa - Carena de Cantó - Coll del Barber - Colladet Roig - Collado de l'Alcaid - Collado del Quartel - Costera de la Bassa - Costera del Gorgàs - Cova de la Massoga - Cova de la Moneda - Cova del Pastor - Cova dels Cauets - Cova Llarga - Coves d'Almarra - Coves de l'Areneta - Coves del Despartidor - Coveta de la Regalíssia - el Cabeçó - el Carrascar de la Font Roja | - el Carrell dels Pans - el Castellet - el Colladar - el Cremat - el Fondet del Mig - el Menejador - el Pilar de Ximo - el Pinet de Pujafèlix - el Pla del Ginebral - els Cabeçols - els Pans dels Moros - els Ports - Foia de la Fàbrica - Foieta de les Ànimes - Fondo de l'Alfàs - l'Escaleta la Buitrera - la Monja - la Monja - la Teixereta - les Llomes - les Revoltes - Lloma del Barber - Lloma Plana - Lloma Plana - Lloma Plana - Morret del Barber - Pla de les Simes | - Pla del Simarro - Planet de València - Penya Alfafara - Penya de l'Hedra - Penya de la Figuera - Penya de Pina - Penya de Vicedo - Penya del Calbo - Penya del Despartidor - Penya del Grau - Penya Foradada - Penya Roja - Penyes del Racó Vell - Penyeta de l'Àguila - Planet de la Creu - Serra d'Ibi - Serra de Biscoi - Serra de Quiterio - Serra de Sant Miquel - Serra del Carrascal - Serra del Quartel - Serra dels Barrancons - Serra Grossa - Simes del Simarro - Simeta de Pujafèlix |

## Paratges
| - Cantallops - Canyones - el Bancal Pla - el Canalís - el Descansador | - el Galer - el Nevador - el Parat - el Serrallo - els Lloberos | - la Boquera - Racó d'Almarra - Racó de la Maciana - Racó de les Rates - Racó dels Campos | - Solana de Biscoi - Solana de Campos - Solana de Foiaderes - Solana de Sant Pasqual |

## Hidrografia natural
| - Barranc de Barberà - Barranc de Barret - Barranc de Berlandí - Barranc de Biscoi - Barranc de Campo Frío - Barranc de Canyones - Barranc de Daroca - Barranc de Foiaderes - Barranc de Foies Blanques - Barranc de Guillem - Barranc de l'Aracil - Barranc de l'Ermita - Barranc de l'Horteta - Barranc de la Boquera - Barranc de la Camarera - Barranc de la Foia de la Fàbrica - Barranc de la Gavarnera - Barranc de la Pedrera - Barranc de la Penyeta de l'Àguila - Barranc de les Figueres - Barranc de les Raboses - Barranc de les Rates - Barranc de les Sevillanes - Barranc de Quico la Neu - Barranc de Santa Maria - Barranc de Soteta | - Barranc del Bovalar - Barranc del Canyo - Barranc del Carrascal - Barranc del Corral de Martí - Barranc del Gorgàs - Barranc del Pinaret - Barranc del Pla de Sempere - Barranc del Sixto - Barranc dels Argamells - Barranc dels Cauets - Barranc dels Cirers - Barranc dels Molins - Barranc Fondo - Barranquet de Santa Maria de Coca - el Gorgàs - els Barrancons - Font d'Anselmo - Font de Barberà - Font de Campo Frío - Font de Corbó - Font de Felip - Font de Foiaderes - Font de l'Albarzeret - Font de l'Alegria - Font de l'Horta Vella - Font de l'Horteta | - Font de la Devesa - Font de la Fabriqueta - Font de la Palafanga - Font de la Pileta - Font de la Taula Redona - Font de les Capitanes - Font de Sant Pasqual - Font de Santa Maria - Font de Santa Maria de Peidró - Font del Carrascal - Font del Mas de Cantó - Font del Racó d'Almarra - Font del Safareig Nou - Font del Sargaret - Font del Sixto - Font del Sopalmo - Font del Teularet - Font dels Garcies - Font Negra - la Cascada - Rambla de la Gavarnera - Rambleta Seca - Riu d'Ibi - Riuet de les Caixes |

## Hidrografia artificial
| - Bassa de Regants - Bassa del Ferro - Bassa Redona - Pantanet de Barberà - Pantanet de l'Horteta - Pantanet de la Devesa | - Pantanet de la Font del Sopalmo - Pantanet de la Font dels Garcies - Pantanet de la Pileta - Pantanet de la Sénia - Pantanet del Despartidor - Pantanet del Minat Vell | - Pantanet del Pla de Sempere - Pou de Neu de la Font de l'Alegria - Pou de Neu de Sirvent - Pou de Neu del Barber - Pou de Neu del Canyo - Pou de Neu del Simarro |

## Partides
| - Biscoi - el Carrascar - els Alamins - els Campos - els Plans - els Sargarets - Foiaderes - Foies Blanques | - l'Alfàs - la Canal - la Capellania - la Devesa - les Daroques - les Donzelles - les Fernoves - les Foietes | - les Hortes - les Pinoses - les Rambles - les Retures - Sant Pasqual i Serafines - Santa Maria - Terròs |

## Nuclis poblacionals
| - Biscoi de Sant Antoni - Biscoi Nou - Campets de Payà - Campos de Dalt - Campos de l'Escaleta - Campos de Pindorro - Campos de Sello - Casa Blanca - Casa de Canàries - Casa de la Senyora Àngela - Casa de Peladilla - Casa del Plantiu - Casa del Rei - Casa del Tiny - Casa Nova - Caseriu de Rialles - Caseta de Buenos Aires - Caseta de Contramina - Caseta de Gil - Corral de Martí - Daroqueta - el Carrascar d'Anselmo - el Carrascar de Jeroni el Vermell | - el Carrascar de Juan Pablo - el Pla de Beltrà - el Pla de Bornai - el Pla de Campaneta - el Pla de Fèlix - el Pla de Sempere - el Teularet - Fernova l'Alta - Fernova la Gran - Fernoveta - Foiaderetes - Ibi - l'Horta del Pont - la Donzella de Coca - la Donzella de Torisses - la Donzelleta - la Fabriqueta - la Rambla de Molina - Mas de Barberà - Mas de Barret - Mas de Berlandí - Mas de Biscoi - Mas de Campos | - Mas de Castelló - Mas de Corbó - Mas de Daroca - Mas de Felip - Mas de Foiaderes - Mas de Foies Blanques - Mas de Fuente Viva - Mas de Giravela - Mas de l'Alamí - Mas de l'Alfàs - Mas de l'Ermita - Mas de l'Horteta - Mas de la Capellania - Mas de la Gavarnera - Mas de la Lloma - Mas de la Pileta - Mas de la Riba Roja - Mas de la Senieta - Mas de Perfecto - Mas de Santa Maria - Mas de Terròs - Mas de Torretes - Mas del Canyo Nou | - Mas del Canyo Vell - Mas del Madrigal - Mas del Pilar - Mas del Pla d'Onil - Mas del Reconco - Mas del Regalo - Mas del Retiro - Mas del Safareig Nou - Mas del Safareig Vell - Mas del Sargaret - Mas del Secanet - Mas del Sopalmo - Mas del Ventorrillo - Mas dels Argamells - Maset del Diable - Santa Maria de Coca - Santa Maria de Sixto - Santa Marieta - Venteta dels Cuernos - Villalobos |

## Demografia
El cens de 2019 dona la xifra de 23.489 habitants, de gentilici, iberuts o ibiers.
La següent taula arreplega l'evolució dels efectius demogràfics d'Ibi al llarg de l'època estadística: 
| Evolució demogràfica d'Ibi | Evolució demogràfica d'Ibi | Evolució demogràfica d'Ibi | Evolució demogràfica d'Ibi | Evolució demogràfica d'Ibi | Evolució demogràfica d'Ibi | Evolució demogràfica d'Ibi | Evolució demogràfica d'Ibi | Evolució demogràfica d'Ibi | Evolució demogràfica d'Ibi | Evolució demogràfica d'Ibi | Evolució demogràfica d'Ibi | Evolució demogràfica d'Ibi | Evolució demogràfica d'Ibi | Evolució demogràfica d'Ibi | Evolució demogràfica d'Ibi | Evolució demogràfica d'Ibi | Evolució demogràfica d'Ibi | Evolució demogràfica d'Ibi | Evolució demogràfica d'Ibi | Evolució demogràfica d'Ibi |
|                            | 1857                       | 1887                       | 1900                       | 1910                       | 1920                       | 1930                       | 1940                       | 1950                       | 1960                       | 1970                       | 1981                       | 1991                       | 2000                       | 2004                       | 2008                       | 2010                       | 2012                       | 2014                       | 2016                       | 2019                       |
| -------------------------- | -------------------------- | -------------------------- | -------------------------- | -------------------------- | -------------------------- | -------------------------- | -------------------------- | -------------------------- | -------------------------- | -------------------------- | -------------------------- | -------------------------- | -------------------------- | -------------------------- | -------------------------- | -------------------------- | -------------------------- | -------------------------- | -------------------------- | -------------------------- |
| Població                   | 3.004                      | 3.601                      | 3.653                      | 3.549                      | 3.533                      | 4.104                      | 3.929                      | 4.081                      | 6.129                      | 13.916                     | 19.846                     | 20.452                     | 21.293                     | 22.967                     | 24.093                     | 23.861                     | 23.616                     | 23.456                     | 23.365                     | 23.489                     |

## Edificis d'interès

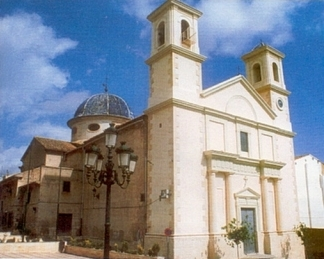
Església de la Transfiguració del Senyor

### Edificis religiosos
- Església de la Transfiguració del Senyor. Construïda en el segle xvii sobre un edifici anterior. Té una gran façana renaixentista amb dues torres bessones i una gran cúpula de ceràmica vidriada de color blau i conserva frescs de Joaquim Oliet (1828).
- Ermita de Santa Llúcia. Construïda originalment al segle xiii, s'alça sobre les restes del Castell Vermell.
- Ermita de Sant Vicent. Recentment restaurada, amb interessants obres d'art del segle xvi.

### Edificis civils
- Castell Vermell. Nucli primitiu de la localitat; romanen escasses ruïnes al costat de l'ermita de Santa Llúcia, al tossal del mateix nom, que corona el poble.
- Castell Vell. D'origen àrab i molt difícil de trobar. Les restes que hi ha no són gaire importants i es troben al barranc dels Molins.
- Llotja del segle xvii, que formava part d'un conjunt de cinc edificis de l'època de Carles IV. Fins a 1974 fou ajuntament i a hores d'ara allotja l'Arxiu Municipal.
- Casalots pairals dels segles xvii i xviii com el dels Pérez o els dels barons de Purroi.
- Museu Fester. Ubicat en la Casa Gran.
- Museu Valencià del Joguet. Instal·lat en l'antiga fábrica de joguets "Paya Hermanos", actualment tancat.

## Festes
Són interessants les festes de Moros i Cristians i les denominades Festes d'Hivern, estació molt important en la història local, ja que s'hi arreplegava la neu i arriben els Reis Mags a encarregar les joguines que repartiran arreu. Especial esment mereix la festa dels Enfarinats, que se celebra el dia dels Sants Innocents i que consisteix en la presa del poder municipal per un grup de persones que porten la cara empastifada de farina i que són rebutjats pels assaltats amb el llançament de tomaques, verdures i coets; quan els rebels prenen el "poder" actuen amb gran rigor, austeritat i bon humor; "tanquen" a la presó els regidors municipals i els fan pagar una multa per tornar-los la llibertat. El mateix dia, a la vesprada, es ballen les danses i a la nit es fa el ball del Virrei.

## Política i govern

### Composició de la Corporació Municipal
El Ple de l'Ajuntament està format per 21 regidors. En les eleccions municipals de 26 de maig de 2019 foren elegits 11 regidors del Partit Popular (PP), 7 del Partit Socialista del País Valencià (PSPV-PSOE), 2 de Ciutadans - Partit de la Ciutadania (Cs) i 1 de Som Ibi (SIBI).
| Eleccions municipals de 26 de maig de 2019 - Ibi |                                          |                                     |                                     |         |          |          |
| Candidatura | Candidatura                              | Candidatura                         | Cap de llista                       | Vots    | Vots     | Regidors |
| | Partit Popular                           |                                     | Rafael Serralta Vilaplana           | 5.365   | 43,01%   | 11 (+3)  |
| | Partit Socialista del País Valencià-PSOE |                                     | Sergio Carrasco Martínez            | 3.219   | 25,81%   | 7 ()     |
| | Ciutadans - Partit de la Ciutadania      |                                     | Nicolás Martínez Ruiz               | 1.013   | 8,12%    | 2 (+1)   |
| | Som Ibi                                  |                                     | Aitana Gandia Vidal                 | 915     | 7,34%    | 1 (+1)   |
| | Altres candidatures                      |                                     |                                     | 1.859   | 14,90%   | 0 ( -5)  |
| | Vots en blanc                            |                                     |                                     | 103     | 0,83%    |          |
| Total vots vàlids i regidors | Total vots vàlids i regidors             | Total vots vàlids i regidors        | Total vots vàlids i regidors        | 12.474  | 100 %    | 21       |
| | Vots nuls                                | Vots nuls                           | Vots nuls                           | 105     | 0,83%    |          |
| Participació (vots vàlids més nuls) | Participació (vots vàlids més nuls)      | Participació (vots vàlids més nuls) | Participació (vots vàlids més nuls) | 12.579  | 68,12%** |          |
| Abstenció | Abstenció                                | Abstenció                           | Abstenció                           | 5.886*  | 31,88%** |          |
| Total cens electoral | Total cens electoral                     | Total cens electoral                | Total cens electoral                | 18.465* | 100 %**  |          |
| Alcalde: Rafael Serralta Vilaplana (PP) (15/06/2019) Per majoria absoluta dels vots dels regidors (11 de PP)                                              |                                          |                                     |                                     |         |          |          |
| Fonts: Ministeri de l'Interior, Junta Electoral de Zona d'Alcoi, Periòdic Ara. (* No són vots sinó electors. ** Percentatge respecte del cens electoral.) |                                          |                                     |                                     |         |          |          |

### Alcaldes
Des de 2013 l'alcalde d'Ibi és Rafael Serralta Vilaplana de PP.
| Període                       | Alcalde o alcaldessa                               | Partit polític | Data de possessió     | Observacions         |
| ----------------------------- | -------------------------------------------------- | -------------- | --------------------- | -------------------- |
| 1979–1983                     | Salvador Miró Sanjuán                              | UCD            | 19/04/1979            | --                   |
| 1983–1987                     | Vicente Luis García Pascual                        | PSPV-PSOE      | 28/05/1983            | --                   |
| 1987–1991                     | Vicente Luis García Pascual                        | PSPV-PSOE      | 30/06/1987            | --                   |
| 1991–1995                     | Vicente Luis García Pascual                        | PSPV-PSOE      | 15/06/1991            | --                   |
| 1995–1999                     | Vicente Luis García Pascual                        | PSPV-PSOE      | 17/06/1995            | --                   |
| 1999–2003                     | Vicente Luis García Pascual                        | PSPV-PSOE      | 03/07/1999            | --                   |
| 2003–2007                     | Mª Teresa Parra Almiñana                           | PP             | 14/06/2003            | --                   |
| 2007–2011                     | Mª Teresa Parra Almiñana                           | PP             | 16/06/2007            | --                   |
| 2011–2015                     | Mª Teresa Parra Almiñana Rafael Serralta Vilaplana | PP             | 11/06/2011 14/11/2013 | Dimissió/renúncia -- |
| 2015–2019                     | Rafael Serralta Vilaplana                          | PP             | 13/06/2015            | --                   |
| 2019-2023                     | Rafael Serralta Vilaplana                          | PP             | 15/06/2019            | --                   |
| Des de 2023                   | n/d                                                | n/d            | 17/06/2023            | --                   |
| Fonts: Generalitat Valenciana |                                                    |                |                       |                      |

## Personatges il·lustres
- Josep Nomdedéu (1786-1848), guerriller de la Guerra de la Independència Espanyola.
- Ramón Hernández Fuster (1896-1988), polític valencià i alcalde d'Alacant.
- Ramón Valls Figuerola (1912-1944), militant antifranquista.
- Mariano Sánchez Martínez (1959-), ciclista.
- Lliris Picó i Carbonell (1972-), escriptora.
- Rubén Plaza Molina (1980-), ciclista.